# Cirrus SR22

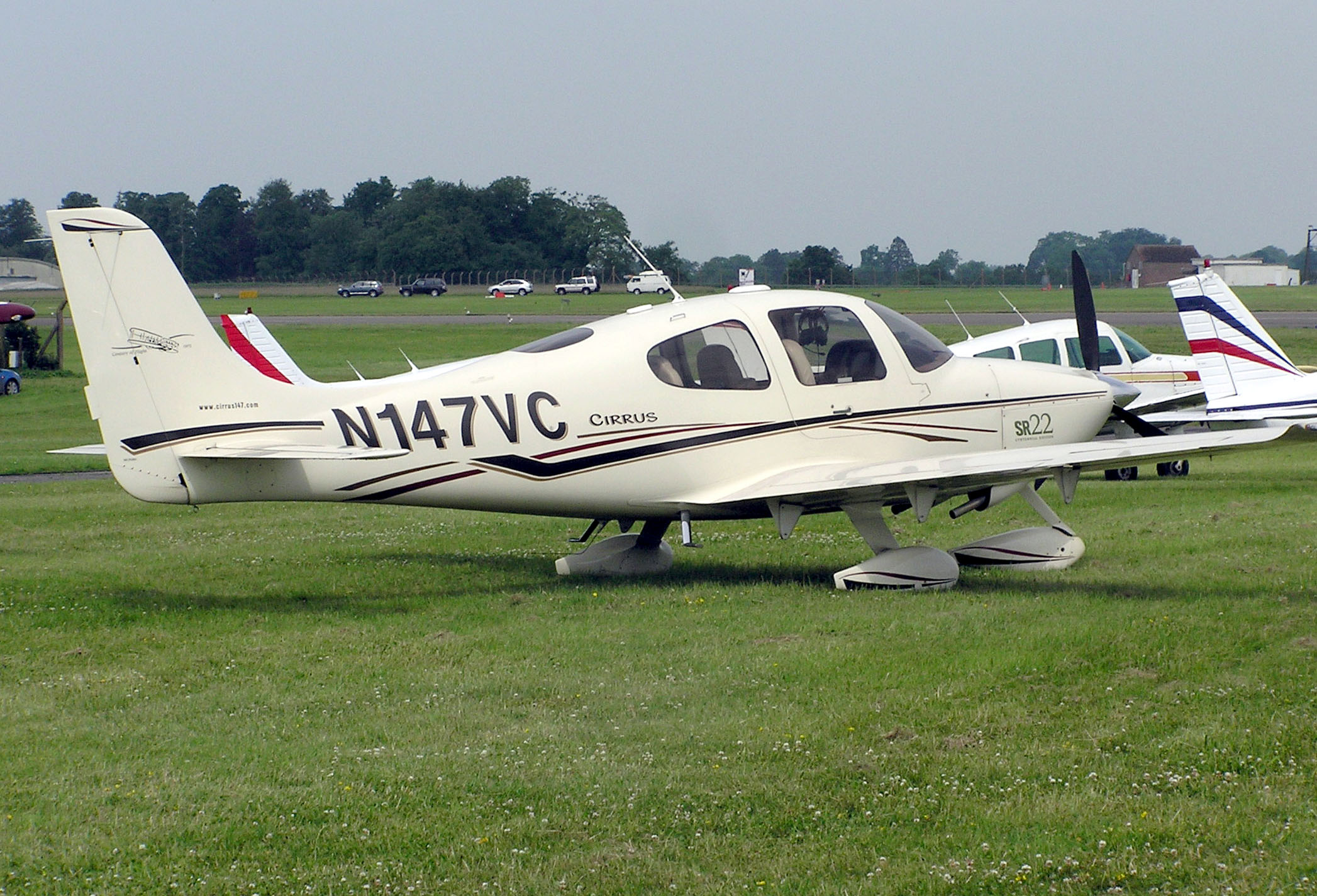
Cirrus SR22

Cirrus SR22 (рус. Циррус СР22) — американский одномоторный лёгкий самолёт общего назначения, разработанный компанией Cirrus Aviation в конце 1990-х годов на базе самолёта Cirrus SR20. Серийно производится с 2001 года, на 2023 год построено 7 737 экземпляров.
Является одним из самых популярных одномоторных поршневых самолётов для частного использования. Разработка компании Cirrus Aviation. Компания является пионером в разработке самолётов с системой вывода самолёта из штопора с помощью пиротехнически выбрасываемого парашюта.

## Технические данные
Двигатель:
- Производитель: Continental
- Тип: IO-550-N
- максимальная мощность: 310 л.с.
- Цилиндров двигателя: 6

Винт:
- Производитель: McCauley
- Число лопастей: 3
- Тип: изменяемого шага

Приборное оборудование:
- Primary Flight Display (PFD)
- EX5000C Multi-Function Display (MFD)
- GMA 340 Audio Panel
- GNS 430/GNC 420, Autopilot 55SR
- GTX 327 Digital Transponder

Системы безопасности:
- Cirrus парашютная система (CAPS)
- Воздушные подушки и Ремни безопасности
- Система предупреждения опасного сближения с землёй (Garmin R)

Вес:
- Максимальный взлётный вес: 1 542 кг
- Максимальный вес: 1 550 кг
- Вес Стандартного Оборудования: — кг
- Грузоподъёмность: 533 кг

Размеры:
- Размах крыла: 11,68 метра
- Ширина кабины: 1,24 метра
- Высота: 2.72 метра
- Запас топлива: 348 литров
- Максимальная скорость: 342 км/ч
- Максимальная высота полёта: 5 334 метров
- Дальность полёта с максимальным запасом топлива: 2 166 км

## Цены
- Базовая цена (Base Price): $ 671,900 (2021 год)